# پورت‌آونتورا ورلد
پورت آونتورا ورلد (انگلیسی: PortAventura World) شرکت سرگرمی اسپانیایی است، که در سال ۲۰۰۲ تأسیس شد.